# Модель термінальної стадії захворювання печінки
Модель термінальної стадії захворювання печінки, (англ., Model for End-Stage Liver Disease, абр. MELD), — це система оцінювання тяжкості хронічного захворювання печінки. Спочатку його було розроблено для прогнозування смертності протягом трьох місяців після операції у пацієнтів, які перенесли процедуру трансюгулярного внутрішньопечінкового портосистемного шунтування (TIPS), і згодом виявилося корисним для визначення прогнозу та визначення пріоритетів для отримання трансплантації печінки. Ця шкала зараз використовується Об'єднаною мережею обміну органами (UNOS) та Євротрансплантацією для визначення пріоритетності розподілу трансплантатів печінки замість старої шкали Чайлд-П'ю.

## Визначення
MELD використовує значення білірубіну в сироватці крові пацієнта, креатиніну в сироватці крові та міжнародного нормалізованого співвідношення протромбінового часу (МНС) для прогнозування виживаності. Показник розраховується за такою формулою:
{\displaystyle \mathrm {MELD} {\overset {\mathrm {def} }{=}}3.78\times \ln \left({\text{serum bilirubin (mg/dL)}}\right)+11.2\times \ln({\text{INR}})+9.57\times \ln \left({\text{serum creatinine (mg/dL)}}\right)+6.43}
Бали MELD подаються цілими числами, тому результат наведеного вище рівняння округляється.
UNOS вніс такі зміни до шкали:
- Якщо пацієнт двічі проходив діаліз протягом останніх 7 днів, то значення креатиніну сироватки крові має становити 4,0. мг/дл
- Будь-якому значенню, меншому за одиницю, надається значення 1 (тобто, якщо білірубін дорівнює 0,8, використовується значення 1,0), щоб запобігти відніманню від будь-якого з трьох множників, оскільки натуральний логарифм додатного числа менше 1 (більше за 0 і менше за 1) дає від'ємне значення.

З моделі було вилучено етіологію захворювання печінки, оскільки це створювало труднощі, такі як категоризація пацієнтів з множинними причинами захворювання печінки. Модифікація шкали MELD шляхом виключення етіології суттєво не вплинула на точність моделі у прогнозуванні тримісячної виживаності.
Пацієнтам з діагнозом «рак печінки» бали MELD розраховуються залежно від стадії пухлини.

## Інтерпретація
При інтерпретації шкали MELD у госпіталізованих пацієнтів, 3-місячна спостережувана смертність (з урахуванням 3,437 дорослих кандидатів на трансплантацію печінки з хронічним захворюванням печінки, яких було додано до списку очікування OPTN зі статусом 2A або 2B між листопадом 1999 року та груднем 2001 року) становить:
| Бали MELD     | Відсоток спостережуваної смертності |
| ------------- | ----------------------------------- |
| 40 або більше | 71,3 %                              |
| 30–39         | 52,6 %                              |
| 20–29         | 19,6 %                              |
| 10–19         | 6,0 %                               |
| 9 або менше   | 1,9 %                               |

Застосування шкали MELD включає:
- Найкращі результати TIPS спостерігаються у пацієнтів з балом менше 14.
- Пацієнтам з понад 24 балами, які є обґрунтованими кандидатами на трансплантацію печінки, ймовірно, найкраще відмовитися від встановлення TIPS.

## Історія
Шкала MELD була спочатку розроблена в клініці Майо доктором Патріком Каматом, і на той момент вона називалася шкалою «Шкала термінальної стадії захворювання печінки Майо». Її було отримано на основі даних серії пацієнтів, які перенесли процедури TIPS. Оригінальна версія шкали також містила змінну, що ґрунтується на основній етіології (причині) захворювання печінки. Виявилося, що ця шкала є предиктором прогнозу при хронічних захворюваннях печінки загалом і — з деякими модифікаціями — стала застосовуватися як об'єктивний інструмент для визначення необхідності трансплантації печінки. Етіологія виявилася відносно неважливою, і її також вважали відносно суб'єктивною; тому її було вилучено з оцінки.
Наступник шкали MELD, вдосконалена система оцінювання, створена у співпраці між лікарнею загального профілю Массачусетсу та IBM, під назвою MELD-Plus, була представлена у 2017 році.

## Потенціал альтернативних балів для збільшення тривалості життя
Об'єднана мережа обміну органами запропонувала, що шкала MELD-Na (розширення MELD) може краще ранжувати кандидатів на основі їхнього ризику смертності до трансплантації та, за прогнозами, рятуватиме загалом 50-60 життів на рік. Крім того, дослідження, опубліковане в New England Journal of Medicine у 2008 році, оцінювало, що використання MELD-Na замість MELD врятувало б 90 життів за період з 2005 по 2006 рік. У своїй точці зору, опублікованій у червні 2018 року, співзасновник MELD-Plus Урі Картун припустив, що «…MELD-Plus, якщо його інтегрувати в лікарняні системи, міг би рятувати сотні пацієнтів щороку лише у Сполучених Штатах».